# Killeen (Texas)
Killeen es una ciudad ubicada en el condado de Bell en el estado estadounidense de Texas. En el Censo de 2010 tenía una población de 127.921 habitantes y una densidad poblacional de 910,41 personas por km².

## Geografía
Killeen se encuentra ubicada en las coordenadas 31°4′40″N 97°43′55″O / 31.07778, -97.73194. Según la Oficina del Censo de los Estados Unidos, Killeen tiene una superficie total de 140.51 km², de la cual 138.77 km² corresponden a tierra firme y (1.24%) 1.74 km² es agua.

## Demografía
Según el censo de 2010, había 127.921 personas residiendo en Killeen. La densidad de población era de 910,41 hab./km². De los 127.921 habitantes, Killeen estaba compuesto por el 45.13% blancos, el 34.09% eran afroamericanos, el 0.81% eran amerindios, el 3.99% eran asiáticos, el 1.35% eran isleños del Pacífico, el 7.95% eran de otras razas y el 6.67% pertenecían a dos o más razas. Del total de la población el 22.94% eran hispanos o latinos de cualquier raza.

## Masacre
El 16 de octubre de 1991, George Hennard, un hombre de Belton de 35 años estrelló su camioneta Ford Ranger contra la parte delantera de una cafetería Luby’s de la localidad, mató a tiros a 23 personas e hirió a otras 27 antes de suicidarse. Este suceso fue conocido como el Tiroteo de Luby. La cafetería reabrió meses más tarde con un diseño distinto pero cerró definitivamente el 9 de septiembre del 2000. A día de hoy hay un buffet chino llamado Yank Sing en el lugar que antes ocupaba la cafetería Luby’s.